# Bosset
Bosset (trong tiếng Occitan Bòsc Sec) là một xã của Pháp, nằm ở tỉnh Dordogne trong vùng Aquitaine của Pháp. Xã này có diện tích 14,52 km2, dân số năm 2006 là 202 người. Xã nằm ở khu vực có độ cao trung bình 130 m trên mực nước biển.

## Hành chính
| Danh sách các xã trưởng                |                  |                   |      |         |
| Giai đoạn                              | Giai đoạn        | Tên               | Đảng | Tư cách |
| 1983                                   | tháng 3 năm 2008 | Jean-Pierre Besse | -    | -       |
| tháng 3 năm 2008                       | đương nhiệm      | Didier Gouze      | PS   | -       |
| Tất cả các dữ liệu trước đây không rõ. |                  |                   |      |         |

## Thông tin nhân khẩu
| Năm    | 1962 | 1968 | 1975 | 1982 | 1990 | 1999 | 2006 |
| ------ | ---- | ---- | ---- | ---- | ---- | ---- | ---- |
| Dân số | 216  | 204  | 199  | 182  | 209  | 206  | 202  |